# Coryphantha tripugionacantha
Coryphantha tripugionacantha ist eine Pflanzenart in der Gattung Coryphantha aus der Familie der Kakteengewächse (Cactaceae). Das Artepitheton tripugionacantha leitet sich von den lateinischen Worten tri- für ‚drei‘, pugio für ‚Schwert‘ sowie dem griechischen Wort akantha für ‚Dorn‘ ab und verweist auf die Mitteldornen der Art.

## Beschreibung
Coryphantha tripugionacantha wächst in der Regel einzeln. Die kugelförmigen, anfangs blaugrünen und später trübgrünen Triebe erreichen bei Durchmessern von 8 bis 9 Zentimetern Wuchshöhen von 7 bis 9 Zentimeter. Ihr Triebscheitel ist leicht niedergedrückt. Die bis zu 20 Millimeter langen Warzen sind abgeflacht und mehr oder weniger gerundet. Die Axillen sind anfangs bewollt, später verkahlen sie. Nektardrüsen sind nicht vorhanden. Die drei sehr kräftigen Mitteldornen sind grau und besitzen eine dunklere Spitze. Sie sind einwärts gebogen, ausstrahlend und  1,8 bis 2 Zentimeter lang. Die acht bis neun ungleichen, 0,8 bis 1 Zentimeter langen Randdornen sind bräunlich grau, ausstrahlend und einwärts gebogen.
Die cremegelben Blüten erreichen Durchmesser von 6 bis 7 Zentimeter. Die länglichen opak-grünen Früchte sind saftig und weisen Längen von bis zu 3,5 Zentimeter auf.

## Verbreitung, Systematik und Gefährdung
Coryphantha tripugionacantha ist im mexikanischen Bundesstaat Zacatecas auf Lehmboden verbreitet.
Die Erstbeschreibung durch Alfred Bernhard Lau wurde 1988 veröffentlicht.
In der Roten Liste gefährdeter Arten der IUCN wird die Art als „Least Concern (LC)“, d. h. als nicht gefährdet geführt.

## Nachweise